# Nâdiya (album)
Albums de Nâdiya
16/9
(2004) La Source
(2007)
Singles
1. Tous ces mots
Sortie : 2006
2. Roc
Sortie : 2006
3. Amies-Ennemies
Sortie : 2006

Nâdiya est le troisième album de la chanteuse française Nâdiya, sorti en 2006. 
L'album se décline en 2 versions : une édition simple avec juste les 17 morceaux et une édition deluxe avec un DVD en plus.

## Titres
| No  | Titre                                                | Auteur                                               | Durée |
| --- | ---------------------------------------------------- | ---------------------------------------------------- | ----- |
| 1.  | Tous Ces Mots (featuring Smartzee)                   | Géraldine Delacoux, Thierry Gronfier                 | 3:37  |
| 2.  | Au Cœur De La Rue                                    | Mehdi Boussaïd, Bustafunk, Géraldine Delacoux        | 3:41  |
| 3.  | Roc                                                  | Thierry Gronfier, Mehdy Boussaïd, Géraldine Delacoux | 3:51  |
| 4.  | Dharma                                               | Mehdy Boussaïd, Bustafunk, Laura Marciano            | 4:14  |
| 5.  | L'Appel                                              |                                                      | 0:34  |
| 6.  | El Hamdoulilah                                       | Laura Mayne, Kerbrat                                 | 4:03  |
| 7.  | Amies-Ennemies                                       | Géraldine Delacoux, Thierry Gronfier                 | 3:47  |
| 8.  | Flash Back (featuring Zo)                            | Mehdy Boussaïd, Zoheir Mokeddem, Géraldine Delacoux  | 3:23  |
| 9.  | Cette Planète (intro)                                |                                                      | 0:09  |
| 10. | Cette Planète                                        | Mehdy Boussaïd, Pena Lobaton Ulises, Franck Rougier  | 3:13  |
| 11. | Au Nom Des Miens (featuring S.T.A.)                  | Mehdy Boussaïd, Franck Rougier                       | 3:29  |
| 12. | Cheyenne                                             | Géraldine Delacoux, FBcool, SDO                      | 3:28  |
| 13. | L'Enfant Qu'on Envoie Se Coucher (extrait par Yanis) | Claude Roy                                           | 0:37  |
| 14. | Inch'Allah                                           | Géraldine Delacoux, Nâdiya, René De Wael             | 4:31  |
| 15. | Rêves D'Enfant                                       | Medhy Boussaïd, Franck Rougier                       | 2:46  |
| 16. | Emmène-Moi                                           | Mehdy Boussaïd, Zoheir Mokeddem, Géraldine Delacoux  | 3:57  |
| 17. | Mektoub                                              | Grand Corps Malade                                   | 0:50  |

Partie DVD :
- Documentaire réalisé par Julien Bloch (durée : 25 minutes)
- Le clip Tous Ces Mots
- Galerie Photos par Karim Ramzi

## Singles Extraits
- Tous Ces Mots (2006)
- Roc (2006)
- Amies-Ennemies (2006)